# Liste der Baudenkmäler in Augsburg-Inningen
In der Liste der Baudenkmäler in Inningen sind die Baudenkmäler im Augsburger Stadtbezirk Inningen im
gleichnamigen Planungsraum Inningen
(XV)
aufgelistet. Zu diesen Baudenkmälern gibt es auch eine Bildersammlung.
Diese Liste ist eine Teilliste der Liste der Baudenkmäler in Augsburg. Grundlage der Liste ist die Bayerische Denkmalliste, die auf Basis des bayerischen Denkmalschutzgesetzes vom 1. Oktober 1973 erstmals erstellt wurde und seither durch das Bayerische Landesamt für Denkmalpflege geführt und aktualisiert wird. Die folgenden Angaben ersetzen nicht die rechtsverbindliche Auskunft der Denkmalschutzbehörde.

## Einzelbauwerke
| Lage                                                | Objekt                                                                      | Beschreibung | Akten-Nr.                | Bild           |
| --------------------------------------------------- | --------------------------------------------------------------------------- | --- | ------------------------ | -------------- |
| Bobinger Straße 56 (Standort)                       | Ehemaliger Schafstall, zum ehemaligen Bauernhof Bobinger Straße 56 gehörig. | Dreischiffiger Satteldachbau mit böhmischen Kappen vom Anfang des 19. Jahrhunderts | D-7-61-000-189 Wikidata  | weitere Bilder |
| Hohenstaufenstraße 1 (vor dem Gebäude) (Standort)   | Steinkreuz                                                                  | Spätmittelalterliches Steinkreuz | D-7-61-000-1239 Wikidata | Steinkreuz     |
| Hornissenweg 11 (Standort)                          | Bauernhof                                                                   | Eingeschossiges winkelförmiges Wohnhaus mit einhüftigem Giebel, nördlichem zweigeschossigem Anbau und rechtwinklig anschließender Scheune mit Aufzugserker, Keller um 1500, Wohnhaus um 1700, Umbau im frühen 19. Jahrhundert, Erweiterung im zweiten Drittel des 19. Jahrhunderts, Scheune um 1910 | D-7-61-000-440 Wikidata  | weitere Bilder |
| Oktavianstraße 16 (im Giebel des Hauses) (Standort) | Christus-Statuette                                                          | 18. Jahrhundert | D-7-61-000-761 Wikidata  | weitere Bilder |
| Sägmühlstraße 2 (Standort)                          | Katholische Pfarrkirche St. Petrus und Paulus                               | Saalbau mit eingezogenem Chor, südlich angebauter Sakristei mit Volutengiebel und Turm mit Zwiebelhaube, Neubau von 1713, Turmunterbau romanisch, Turmobergeschosse von Jörg Wörle 1668, mit Ausstattung Seelenkapelle, lisenengegliederte Nischenarchitektur mit Satteldach, 1714, mit Ausstattung Friedhofsbefestigung, Reste der mittelalterlichen Ummauerung an der Westseite, Nagelfluh oder Bruchsteinmauerwerk | D-7-61-000-187 Wikidata  | weitere Bilder |

## Abgegangene Baudenkmäler
In diesem Abschnitt sind Objekte aufgeführt, die früher einmal in der Denkmalliste eingetragen waren, jetzt aber nicht mehr existieren, z. B. weil sie abgebrochen wurden. Aktennummern in diesem Abschnitt sind ehemalige, jetzt nicht mehr gültige Aktennummern.

| Lage                             | Objekt                | Beschreibung                                                                         | Akten-Nr.               | Bild                  |
| -------------------------------- | --------------------- | ------------------------------------------------------------------------------------ | ----------------------- | --------------------- |
| Hohenstaufenstraße 29 (Standort) | Ehemaliges Bauernhaus | Zweigeschossiger Satteldachbau mit Gesimsgliederung aus dem 18. oder 19. Jahrhundert | D-7-61-000-422 Wikidata | Ehemaliges Bauernhaus |